# Алі Кулібалі
Алі Кулібалі (*д/н — 1759) — 3-й фаама (володар) імперії Сеґу в 1757—1759 роках.

## Життєпис
Походив з династії Кулібалі. Молодший син Бітона Кулібалі. Здобув суто ісламську освіту, ставши запеклим мусульманином. У 1757 році брав участь у змові проти свого брата Дінкоро, якого було повалено.
Ставши новим володарем держави Сеґу, Алі розпочав політику ісламізації, намагався заборонити анімістичні культи та підпорядкувати місцеві традиції нормам шаріату. Так, зокрема, він заборонив вживання просового пива, що було традиційним для населення. Зрештою 1759 року така політика призвела до численних повстань та повалення самого Алі гвардією-тонджонами. Після цього почалася тривала боротьба за владу між тонджонами, що завершилася 1766 року сходженням на трон Нголо Діарри.